# Каринтийская лапша

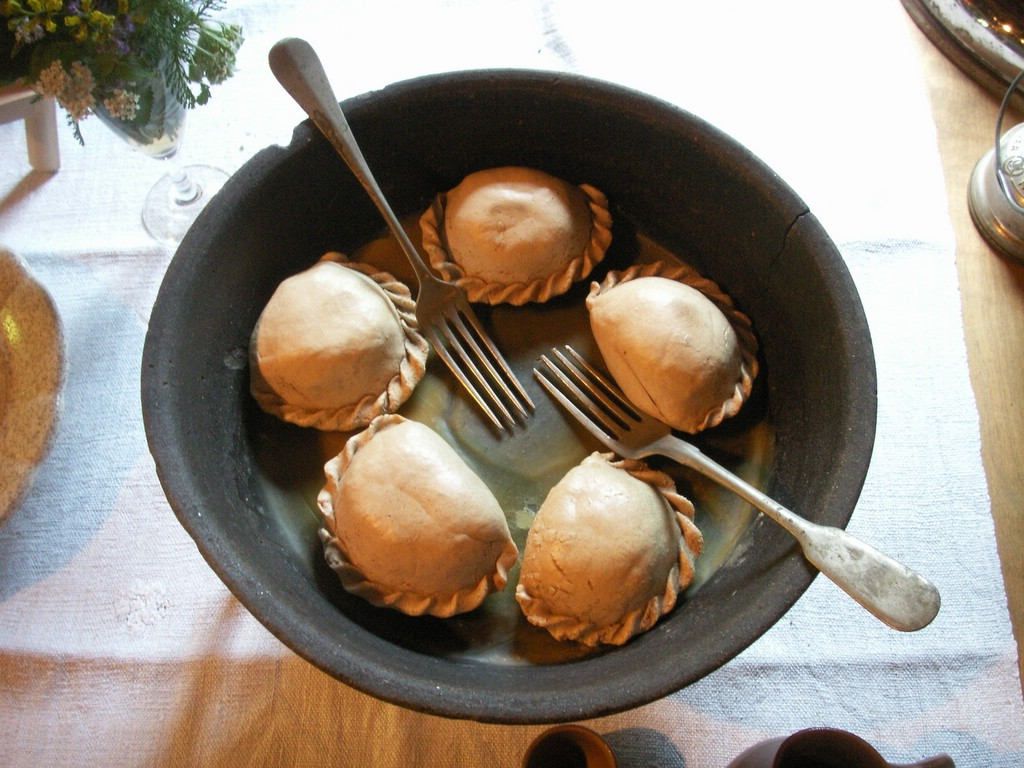
Домашняя каринтийская лапша

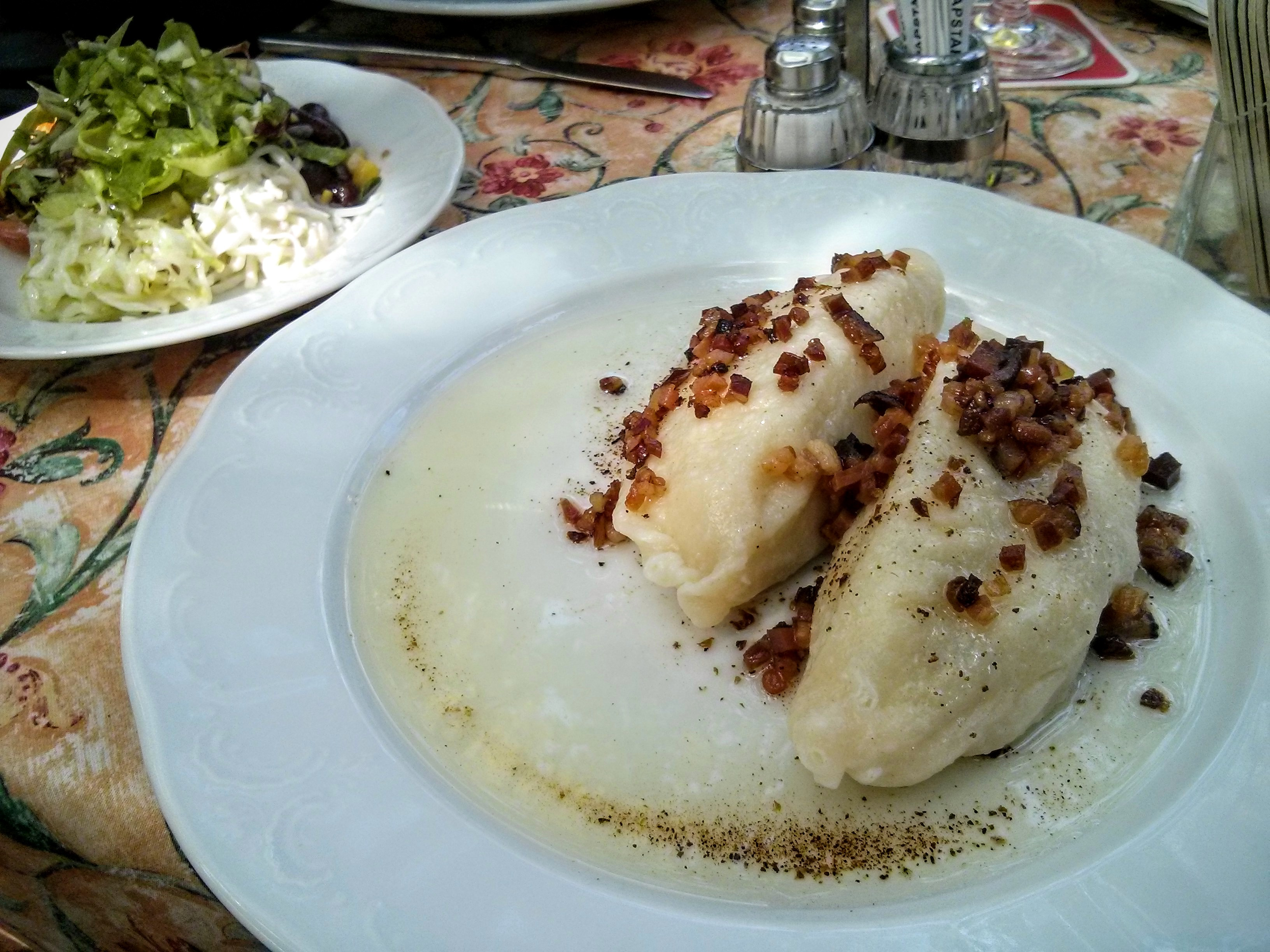
Каринтийская лапша, сервированная с поджаренным шпигом

Каринтийская лапша (нем. Kärntner Nudel, словен. koroški krapi) — австрийское блюдо из тонко раскатанного лапшевого теста с разнообразной начинкой, похожее на вареники с характерными зубчатыми защипами по кромке, для чего требуется определённый навык. Считается, что лепка каринтийской лапши таким традиционным способом — достаточно трудоёмкий процесс. В Каринтии бытовала пословица о том, что девица, не умеющая «вить» (лепить кренделем) лапшу, не найдёт мужа. По своему размеру каринтийские вареники могут достигать размера в кулак. Похожими на каринтийскую лапшу австрийскими блюдами являются каринтийские шликкрапфены и тирольские шлуцкрапфены.
Самое раннее письменное упоминание каринтийской лапши датируется 1753 годом в Шпитталь-ан-дер-Драу, что позволяет местным краеведам утверждать, что родиной блюда является именно Верхняя Каринтия. В старые времена каринтийскую лапшу обычно готовили в пятницу, которая по католической традиции была постной. В настоящее время блюдо широко распространено по всей Австрии. Каринтийскую лапшу готовят с самой разнообразной начинкой, даже сладкой. Классический вариант «ка́снудель» (нем. Kasnudel) готовят с творожно-картофельной начинкой с мятой или купырём. Кроме него есть рецепты каринтийской лапши с мясной, картофельной, грибной (из белых грибов), яблочной с корицей, а также с начинкой из сушёной груши с творогом. Каринтийская лапша, приготовленная промышленным способом, имеется в продаже в отделах замороженных полуфабрикатов супермаркетов.